# شارع فاي وين
شارع فاي وين شارع بين شارعيي بونداري ودوندا في بمونك كوك، كوولون، هونغ كونغ وهو شارع مشهور ببيع معدات الرياضة، حيث يطلق عليه العديد من الناس (شارع الأحذية الرياضية). شارع فاي وين مليء بمحال البيع والمساومة الساعات الثمينة وملابس الموضة للرجال والنساء والأطفال، وعادة ما تكون هذه المحلات مفتوحة بين 10.30 صباحا و 22.30 مساء. السيارات تمنع في بعض الأوقات من المرور بسبب عربات بيع الملابس التي تكون عادة أمام المحلات وتباع فيها الملابس بأرخص الأثمان.
كلمة فاي وين تعني (الحديقة) باللغة الكانتونية .